# Palacete de Oscar Loyo de Amorim
O Palacete de Oscar Loyo de Amorim é um casarão histórico localizado na cidade do Recife, capital do estado brasileiro de Pernambuco. Abriga atualmente a Autarquia de Manutenção e Limpeza Urbana do Recife (Emlurb).

## História
O palacete de número 9 da Avenida Lima Cavalcante, no bairro da Boa Vista, foi moradia do comerciante e industrial Oscar Loyo de Amorim.